# Joseph Sargent
Joseph Sargent (22 de julio de 1925 – 22 de diciembre de 2014) fue un director cinematográfico y televisivo de nacionalidad estadounidense. Aunque dirigió numerosas producciones televisivas, es más conocido por haber realizado películas como White Lightning, MacArthur, el general rebelde, Nightmares o Tiburón, la venganza, destacando por su fama la cinta The Taking of Pelham 123. En total, recibió a lo largo de su carrera cuatro Premios Emmy.

## Biografía
Su verdadero nombre era Giuseppe Danielle Sorgente, y nació en Jersey City, Nueva Jersey, siendo sus padres los italianos Maria Noviello y Domenico Sorgente.
Sargent inició su carrera artística como actor, actuando en diferentes filmes y programas televisivos. Así, hizo un papel sin créditos en la cinta De aquí a la eternidad (1953). Sin embargo, a mediados de los años 1950, se pasó a la dirección, realizando, entre otras producciones, episodios de las series televisivas Lassie, Los invasores, El agente de CIPOL y Star Trek: La serie original.
En 1969 dirigió su primer largometraje, Colossus: The Forbin Project, y en 1972 rodó The Man, protagonizada por James Earl Jones. Durante los años 1970 alternó los largometrajes y las producciones televisivas. De ese período son The Taking of Pelham 123, los telefilmes Hustling (con Lee Remick y Jill Clayburgh) y Tribes (con Jan-Michael Vincent y Darren McGavin), y el film de la ABC premiado a nivel internacional The Night That Panicked America. Sargent fue galardonado en 1974 con el Premio del Sindicato de Directores de Estados Unidos por su trabajo en The Marcus-Nelson Murders (1973), cinta que fue el programa piloto de la serie televisiva Kojak.
En la década de 1980, Sargent dirigió la miniserie Manions of America, en la que actuaba Pierce Brosnan, y Space. En el año 1987 dirigió Tiburón, la venganza, cuarta secuela del clásico de Steven Spielberg de 1975. Este film recibió críticas negativas. En particular, Roger Ebert dijo que la dirección de la secuencia más importante era "incompetente," y Sargent fue nominado como "Peor Director" en los Premios Golden Raspberry de 1987.
Tras el fracaso de Tiburón, la venganza, Sargent se concentró en la televisión, rodando producciones como Never Forget, The Karen Carpenter Story, The Long Island Incident,  Crime and Punishment y Sybil. Por su trabajo televisivo fue nominado en varias ocasiones al Premio Emmy, ganando un total de cuatro. La primera nominación llegó por Tribes (1970); en la segunda, por The Marcus-Nelson Murders (1973), ganó el Emmy; también ganó un Primetime Emmy a la mejor dirección - Miniserie, telefilme o especial dramático por Love Is Never Silent (1985), Caroline? (1990) y Miss Rose White (1992), siendo además nominado por Amber Waves (1980), A Lesson Before Dying (1999), Something the Lord Made (2004) y Warm Springs (2005).
Sargent ganó en 2005 el Premio del Sindicato de Directores de Estados Unidos por Something the Lord Made, y también en 2006 por Warm Springs, producción en la que trabajaba Kenneth Branagh. Además de su labor como director, formó parte del programa de dirección del American Film Institute Conservatory en Los Ángeles.
Joseph Sargent falleció a causa de complicaciones de una enfermedad cardiovascular y una enfermedad pulmonar obstructiva crónica en su casa de Malibú (California), el 22 de diciembre de 2014. Tenía 89 años de edad. Su hija es la actriz de voz Lia Sargent.
Con su mujer, Carolyn Nelson Sargent, contribuyó a la fundación del Deaf West Theatre.

## Selección de su filmografía
| Año  | Título                          | Director | Productor | Actor | Observaciones                                                           |
| ---- | ------------------------------- | -------- | --------- | ----- | ----------------------------------------------------------------------- |
| 1953 | De aquí a la eternidad          |          |           | No    |                                                                         |
| 1967 | Tobruk                          |          |           | No    |                                                                         |
| 1968 | The Hell with Heroes            | No       |           |       |                                                                         |
| 1969 | Colossus: The Forbin Project    | No       |           |       |                                                                         |
| 1972 | The Man                         | No       |           |       |                                                                         |
| 1973 | White Lightning                 | No       |           |       |                                                                         |
| 1974 | The Taking of Pelham 123        | No       |           |       |                                                                         |
| 1975 | The Night That Panicked America | No       | No        |       |                                                                         |
| 1977 | MacArthur, el general rebelde   | No       |           |       |                                                                         |
| 1980 | Amber Waves                     | No       |           |       |                                                                         |
| 1981 | Manions of America              | No       |           |       |                                                                         |
| 1983 | Nightmares                      | No       |           |       |                                                                         |
| 1985 | Love Is Never Silent            | No       |           |       |                                                                         |
| 1987 | Tiburón, la venganza            | No       | No        |       | Nominada—Premios Golden Raspberry al peor director y a la peor película |
| 1989 | The Karen Carpenter Story       | No       |           |       |                                                                         |
| 1995 | My Antonia                      | No       |           |       |                                                                         |
| 1998 | Mandela and de Klerk            | No       |           |       |                                                                         |
| 1998 | The Long Island Incident        | No       |           |       |                                                                         |
| 1999 | A Lesson Before Dying           | No       |           |       |                                                                         |
| 2004 | Something the Lord Made         | No       |           |       | Premio del Sindicato de Directores de Estados Unidos                    |
| 2005 | Warm Springs                    | No       |           |       |                                                                         |
| 2007 | Sybil                           | No       |           |       |                                                                         |
| 2008 | Sweet Nothing in My Ear         | No       |           |       |                                                                         |